# Лю Юньфэй
Лю Юньфэй (кит. упр. 刘云飞, пиньинь Liú Yúnfēi; род. 8 мая 1979, Тяньцзинь) — китайский футболист, игравший на позиции вратаря.

## Клубная карьера
Лю свою молодёжную карьеру провёл в «Тяньцзинь Тэда» и вскоре был призван в молодёжную сборную Китая, где он соперничал с одноклубником, Цзун Лэй, за место основного вратаря. В «Тэда» в нём видели замену Цзян Цзинь в сезоне 2001, после того как он принял участие в 19 матчах. В том же сезоне он выиграл награду Вратарь года, а в 2002 году Лэй перешёл в Шанхай Чжунъюань Хуэйли.
В 2006 году Лю перешёл в «Шанхай Шэньхуа». Он провёл 5 матчей за клуб, после чего получил дисциплинарное взыскание за рекреационное употребление наркотиков. В марте 2007 года был арестован за хранение запрещенных наркотиков, из-за чего завершил карьеру в возрасте 27 лет.

## Международная карьера
Дебют за национальную сборную Китая состоялся 15 февраля 2002 года в товарищеском матче против сборной Словении. Лю пропустил Чемпионат мира 2002 в Южной Корее и Японии, но участвовал на домашнем Кубке Азии 2004, где помог сборной дойти до финала турнира.